# Чеховице-Ђеђице
Чеховице-Ђеђице (пољ. Czechowice-Dziedzice) је град у Пољској у Војводству Шлеском у Повјату bielski. Према попису становништва из 2011. у граду је живело 35.445 становника.

## Становништво
Према прелиминарним подацима са пописа, у граду је 2011. живело 35.445 становника.
| 2002.  | 2011.  | 2012.  |
| ------ | ------ | ------ |
| 35.151 | 35.445 | 35.543 |